# Propietat emergent
Una propietat emergent, segons la teoria filosòfica de l'emergentisme, és una propietat d'un sistema complex que no es pot deduir de les propietats dels elements més senzills que el componen. Popularment és el principi que «el conjunt és més que la suma de les parts». Formen una autèntica «novetat», que no es podria predir coneixent només les propietats i les lleis físiques que regeixen els components. S'oposa a l'explicació reduccionista o mecanicista dels fenòmens, que pretén que tot comportament o qualitat d'un sistema complex es pot predir a partir de les propietats dels components. També es distingeix del dualisme cartesià, que veu la matèria i l'esperit com dues realitats simultànies. Segons aquest enfocament, la vida o la consciència serien propietats emergents.
Roman una discussió oberta entre adeptes de diversos corrents filosòfics i epistemològics. Es posa la qüestió de l'estatut ontològic: «existeixen o no propietats emergents?» Segons certs filosòfs reduccionistes no existeixen, sinó que només són una conseqüència del nostre coneixement limitat: serien més aviat fenòmens que «encara no» podem reduir a les bases físiques. Aquesta posició és una hipòtesi defensable, però sense proves científiques roman només una hipòtesi. La qüestió també té una relació amb la vella qüestió filosòfica del lliure albir i del determinisme.
Els meteoròlegs, per exemple, poden força bé comprendre el comportament d'un tornado sense conèixer completament la física de partícules que el componen. La transparència de l'aigua (H₂O) no es pot predir de les propietats de l'oxigen i hidrogen. Fenòmens semblants es presenten en entitats més complexes: plantes, animals, economies, ecologies… Com de bé o malament ho faça un equip de futbol no és predictible ni explicable a partir del que sabem de cadascun dels seus jugadors. La ment o la consciència, per donar un altre exemple, és considerada per molts com un fenomen emergent, ja que sorgeix de la interacció entre diversos processos neuronals (incloent-hi també alguns corporals i de l'entorn) sense que es pugui reduir a cap dels components que participen en el procés: cap de les neurones per separat és conscient. Aquestes entitats depenen en diversos aspectes importants dels seus components, tot i que presenten propietats i comportaments autònoms, tal com es reflecteix en les lleis de les ciències especialitzades. Una propietat emergent depèn de les propietats dels components, tot i mostrar alhora una autonomia.
Un segon problema és la (no)-compatibilitat amb el principi del tancament causal, segons el qual qualsevol efecte físic té una causa física que és suficient i completa. És a dir, la física té recursos per a explicar tots els efectes físics: no ha de recórrer a altres ciències. La major part dels filòsofs (i dels científics) creuen que el principi és ver. «El problema de l’emergentista, aleshores, és que la seua postura comporta el rebuig d’aquest principi. […] El principi de tancament causal no permet aquest tipus d’ingerències.» S'hi afegeix que qualsevol afirmació sobre «tots els efectes» roman epistemològicament problemàtica. Cap ciència pot pretendre conèixer «tots» els efectes, el que seria una conclusió dogmàtica, definitiva davant el fet que qualsevol saber científic és provisional, ha d'acceptar la falsabilitat davant la possibilitat de noves descobertes i proves.